# Le Villi
Le Villi è un'opera-ballo in due atti di Giacomo Puccini su libretto di Ferdinando Fontana, composta nel secondo semestre del 1883 e rappresentata il 31 maggio 1884 al Teatro dal Verme di Milano. Costituisce l'opera d'esordio del compositore lucchese.
Il successo della breve opera, che in origine era formata da un unico atto suddiviso in due parti, convinse l'editore Ricordi ad accogliere Puccini nella sua scuderia, commissionandogli immediatamente una seconda opera, Edgar, e accordandogli uno stipendio mensile di 200 lire.

## Genesi
Puccini scrisse Le Villi poco dopo essersi diplomato in composizione presso il Conservatorio di Milano. Fu il suo insegnante, Amilcare Ponchielli, a suggerirgli di prendere parte al concorso bandito dall'editore Sonzogno, annunciato il 1º aprile 1883 dalle colonne della rivista "Il teatro illustrato", e a metterlo in contatto con il poeta Ferdinando Fontana, che aveva già pronto il soggetto da proporgli. L'incontro tra Puccini, Ponchielli e Fontana avvenne intorno al 20 luglio a Lecco. Pochi giorni dopo, in una lettera alla madre Albina, Puccini si dichiarò contento del soggetto, «essendoci parecchio da lavorare nel genere sinfonico descrittivo, che a me garba assai, perché mi pare di doverci riuscire».
In realtà, Fontana aveva in un primo tempo destinato il libretto ad un altro compositore, nominato nelle lettere come «40» e forse identificabile con il prolifico autore di romanze da salotto Francesco Quaranta (Napoli, aprile 1848 - Milano, marzo 1897). Da questo precedente accordo, il poeta appare già sciolto all'inizio di agosto. Secondo la testimonianza dello stesso Fontana, il libretto fu consegnato nel mese di settembre. Anche grazie all'intercessione di Ponchielli, Fontana accettò di vendere il libretto a condizioni economiche: 100 lire alla consegna e 200 in caso di vittoria al concorso.

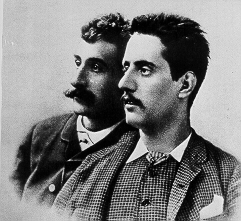
Ferdinando Fontana e Giacomo Puccini intorno al 1885

Il manoscritto autografo, oggi conservato presso l'Archivio Ricordi, fu consegnato l'ultimo giorno utile, il 31 dicembre 1883, come risulta da una nota autografa della commissione vergata sulla prima pagina. I singoli fascicoli recano il titolo Le Willis, con l'eccezione del primo, che reca il titolo definitivo. I due intermezzi sinfonici sono di mano di copista e furono con ogni probabilità inseriti in un secondo tempo in sostituzione delle relative pagine autografe; poiché entrambe le copie recano una datazione autografa anteriore alla consegna dell'opera ("L'abbandono" «Lucca 10.11.83», "La tregenda" «21.11.83»), Dieter Schickling ha ipotizzato che il compositore avesse previsto di farle eseguire separatamente, qualunque fosse stato l'esito del concorso.
Ai primi di aprile 1884 la commissione, costituita da Amilcare Ponchielli (presidente), Amintore Galli, Franco Faccio, Cesare Dominiceti e Pietro Platania, annunciò l'esito del concorso. Non solo l'opera di Puccini non aveva vinto, ma non era stata neppure inclusa tra le 5 (su 28) considerate degne di menzione. Il primo premio era stato assegnato ex aequo a La fata del Nord di Guglielmo Zuelli e Anna e Gualberto di Luigi Mapelli, quest'ultima su libretto dello stesso Fontana. In passato, sono state avanzate due ipotesi per spiegare questo mancato successo: l'arrivo del manoscritto fuori tempo massimo e la difficoltà di interpretare la grafia pucciniana. Sennonché, la prima ipotesi è smentita dalla data che la commissione annotò sulla partitura e la seconda dall'obiettiva leggibilità del manoscritto, tra l'altro vergato in parte da un copista. Alla luce di tutto questo, la critica oggi è orientata a considerare il mancato successo delle Villi al concorso Sonzogno come il frutto di una manovra editoriale: un vero e proprio sgambetto di Ricordi all'editore concorrente. La commissione esaminatrice includeva infatti importanti personalità legate alla scuderia Ricordi, tra cui Faccio e soprattutto Ponchielli, già insegnante di Puccini al conservatorio di Milano, il quale, oltre a conoscere bene la scrittura dell'allievo, si era personalmente prodigato affinché Puccini potesse partecipare al concorso. È molto probabile, perciò, che siano stati proprio questi membri della commissione ad osteggiare la vittoria di Puccini, il quale si sarebbe altrimenti legato a Casa Sonzogno.

## Soggetto

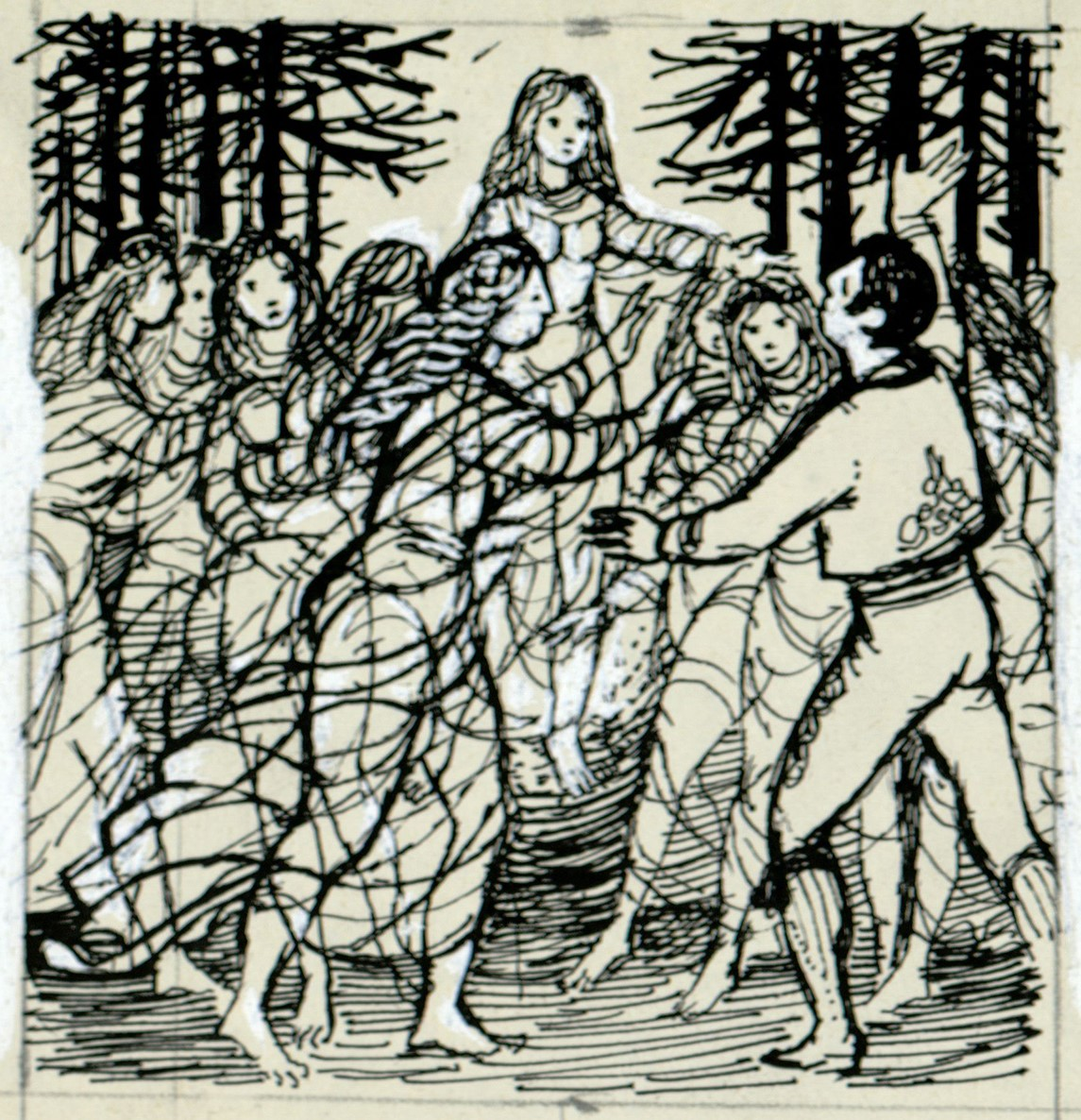
Disegno per copertina di libretto, disegno per Le Villi (s.d.). Archivio Storico Ricordi

Fontana trasse il soggetto delle Villi dal racconto di Alphonse Karr Les Willis (1852), a sua volta ricavato dal balletto Giselle (1841) musicato da Adolphe Adam su libretto di Théophile Gautier. Nessuna delle due fonti è citata nel libretto, mentre il nome di Alphonse Karr figura nel manoscritto della prima parte dell'intermezzo sinfonico.
Quella delle Villi - le creature ultramondane, spietate vendicatrici d'amore - è un'antica leggenda, originaria dell'Europa centrale e molto conosciuta in Austria, che per la prima volta ricevette una veste letteraria in Über Deutschland II: Elementärgeister und Dämonen, il saggio che Heinrich Heine dedicò agli spiriti e ai demoni in Germania, pubblicato nel 1834.
Simili soggetti fantastici, ricchi di suggestioni magiche e metafisiche, erano di moda nell'Italia settentrionale di quegli anni, prediletti in particolare dagli autori della Scapigliatura, il movimento letterario a cui Fontana apparteneva. Pochi anni prima, nel 1880, aveva debuttato a Torino un lavoro al quale la critica ha talvolta associato l'opera d'esordio di Puccini: l'Elda di Alfredo Catalani, il cui libretto, denominato «dramma fantastico», fu liberamente tratto da Loreley, una ballata pubblicata nel 1824 dello stesso Heine.

## Il debutto

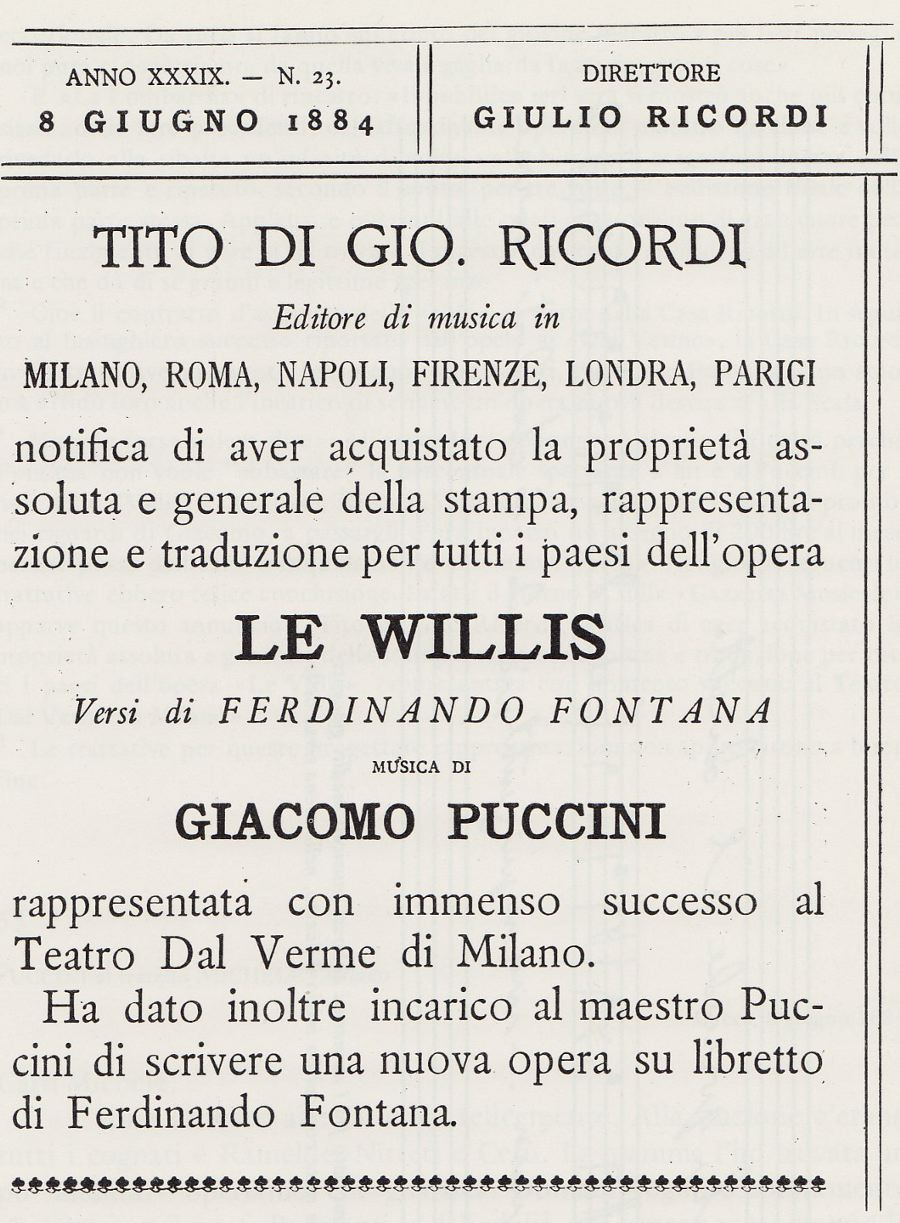
La "Gazzetta musicale di Milano" annuncia l'acquisto dell'opera da parte di Casa Ricordi.

Dopo il verdetto negativo del concorso Sonzogno, Fontana si interessò affinché Puccini potesse far ascoltare l'opera in privato ad alcune delle più eminenti personalità della Milano intellettuale del tempo. L'audizione ebbe luogo nel salotto del giornalista Marco Sala. Vi presenziarono, tra gli altri, Arrigo Boito, Giovannina Lucca e Alfredo Catalani.
L'aiuto finanziario di un gruppo di sottoscrittori, per lo più vicini a Casa Ricordi, consentì di allestire l'opera al Teatro Dal Verme. Da una lettera di Fontana a Puccini databile all'aprile 1884 conosciamo i nomi di alcuni di essi:
»
La prima rappresentazione ebbe luogo il 31 maggio 1884 e fu un successo autentico, di pubblico e critica, come testimoniano le recensioni di Filippo Filippi sulla "Perseveranza" e di Antonio Gramola sul "Corriere della Sera". L'opera ebbe quattro repliche. In orchestra suonava come contrabbassista il giovanissimo Pietro Mascagni.
Casa Ricordi annunciò l'acquisto dei diritti sulla "Gazzetta Musicale di Milano" dell'8 giugno 1884 (p. 217), ma che un accordo fosse già stato preso è dimostrato sia dal logo di Casa Ricordi sul libretto della "prima", sia da una precedente lettera di Fontana, nella quale il poeta informa il compositore che all'indomani egli avrebbe spedito il libretto a Ricordi, «con una lettera co' fiocchi». Infine, a riprova della battaglia editoriale in corso, l'opera fu annunciata al pubblico, prima della rappresentazione inaugurale, come «un'altra delle opere presentate al concorso del "Teatro Illustrato" [la rivista di Casa Sonzogno] che non ebbero né premio né menzione».

## Reazioni del mondo musicale

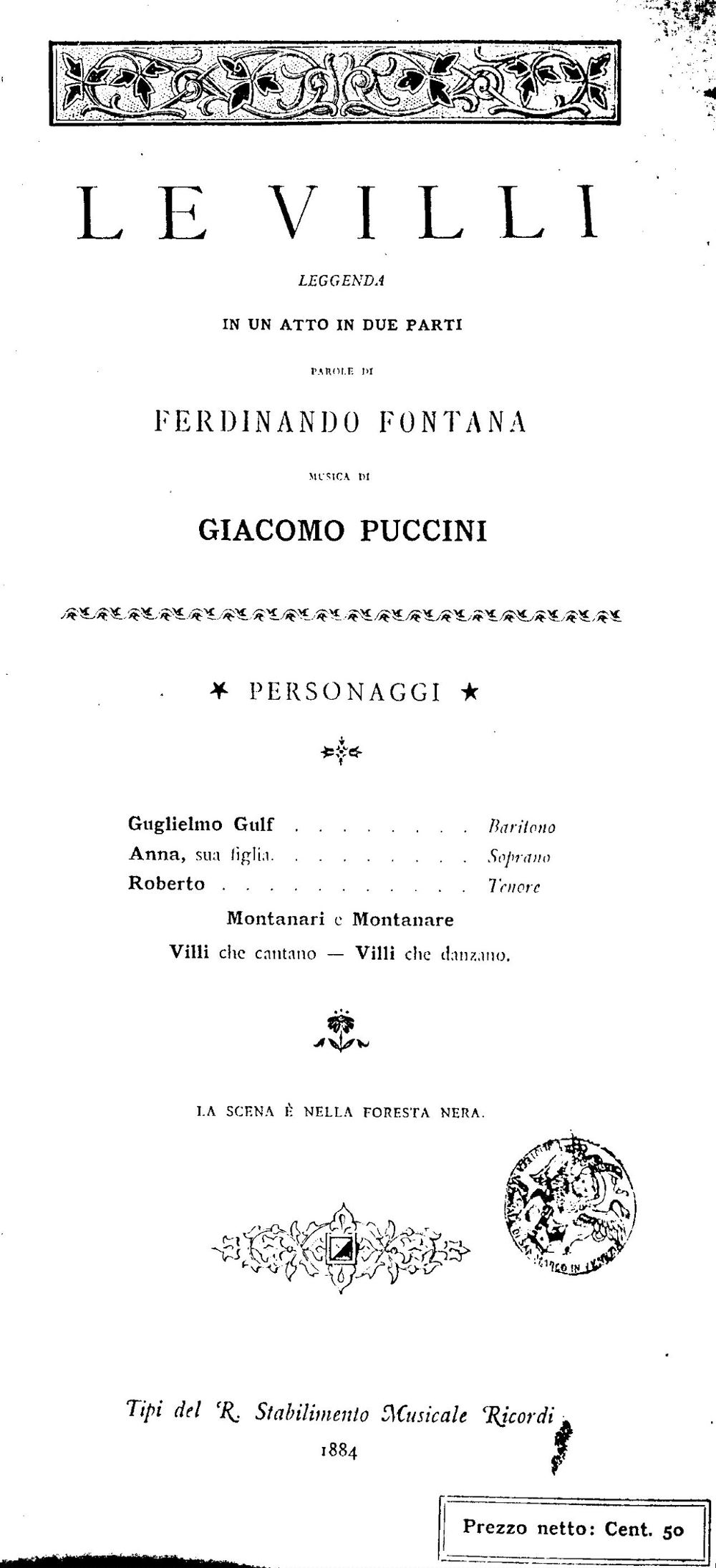
Frontespizio del raro libretto della prima assoluta, stampato da Ricordi in un pieghevole di 6 facciate.

Il più noto critico musicale dell'epoca, Filippo Filippi, che aveva già elogiato senza riserve il giovane compositore in occasione della prima del Capriccio sinfonico, descrisse l'esito della serata sulla "Perseveranza":
La stampa fu unanime nel riconoscere i pregi dell'opera. Marco Sala, uno dei sottoscrittori, dalle colonne dell'"Italia" definì l'opera «un piccolo e prezioso capolavoro da cima a fondo». Persino la recensione della "Musica popolare" di Casa Sonzogno fu positiva. Mentre sul "Corriere della Sera" Antonio Gramola rilevò affinità con i maggiori operisti francesi:
Più cauto Verdi che, pur senza conoscere lo spartito (che riceverà solo nel febbraio 1885), commentò così le notizie che gli erano giunte all'orecchio:
Qualche riserva sul peso della componente sinfonica nell'economia della breve opera fu d'altronde avanzata dallo stesso Filippi, che in un articolo successivo a quello citato, apparso sulla "Perseveranza" del 2-3 giugno, affermò:
La sensazione generale, tuttavia, era quella di aver assistito alla nascita dell'operista in grado di rilanciare il teatro d'opera in Italia. Al riguardo, il 27 giugno 1884 Emanuele Muzio, l'unico allievo di Verdi, scrisse a Giulio Ricordi:

## Revisioni
Dopo il fortunato esordio al Dal Verme, tra il 1884 e il 1889 Puccini rimaneggiò l'opera a più riprese.
Tra il giugno e l'ottobre 1884 l'opera fu ampliata mediante l'aggiunta di brani solistici per i due protagonisti, ai quali stranamente la versione originale non riservava neppure un'aria. Nacquero così la romanza di Anna "Se come voi piccina", nel primo atto, e il monologo drammatico di Roberto "Per te quaggiù sofferse ogni amarezza", nel secondo. Inoltre, le due parti in cui l'atto unico era suddiviso diventarono altrettanti atti, fu aggiunta una quartina da far intonare al coro durante l'intermezzo sinfonico "L'abbandono", per accompagnare il corteo funebre, e fu ampliata considerevolmente la scena finale. In questa forma l'opera andò in scena al Teatro Regio di Torino il 26 dicembre 1884. Nello stesso mese Ricordi pubblicò la prima edizione per canto e pianoforte.
Un mese più tardi, il 24 gennaio 1885, l'opera debuttò al Teatro alla Scala, registrando 14 repliche. Fu proprio durante le recite scaligere che Puccini aggiunse la romanza di Roberto "Torna ai felici dì", collocata subito prima del monologo, che fu probabilmente eseguita durante le repliche. In questa forma l'opera fu ristampata, sempre ridotta per canto e pianoforte, nel marzo 1885.
La nuova versione fu salutata come un netto progresso rispetto all'opera rappresentata al Dal Verme. Filippo Filippi, dalle colonne della "Perseveranza", sottolineò come la revisione avesse ricondotto il lavoro entro i confini del teatro musicale più ortodosso:
Un'ulteriore edizione, stampata probabilmente tra l'estate e l'autunno del 1888, reca l'aggiunta di 9 battute alla fine del duetto tra Anna e Roberto nel secondo atto. Più importante fu il taglio del monologo di Roberto "Per te quaggiù sofferse ogni amarezza" - lo stesso aggiunto nel 1884 - operato prima della ripresa al Dal Verme di Milano del 7 novembre 1889, le cui 97 battute scompaiono infatti dallo spartito per canto e pianoforte riedito nel 1891, che presenta inoltre modifiche minori nel duetto del primo atto, nella romanza "Torna ai felici dì" e nel finale.

## Il cast delle quattro versioni
| Ruolo     | Registro vocale | Interpreti prima assoluta Milano, Teatro Dal Verme 31 maggio 1884 (Direttore: Achille Panizza) | Interpreti seconda versione Torino, Teatro Regio 26 dicembre 1884 (Direttore: Giovanni Bolzoni) | Interpreti terza versione Milano, Teatro alla Scala 24 gennaio 1885 (Direttore: Franco Faccio) | Interpreti quarta versione Milano, Teatro Dal Verme 7 novembre 1889 (Direttore: Alessandro Pomè) |
| --------- | --------------- | ---------------------------------------------------------------------------------------------- | ----------------------------------------------------------------------------------------------- | ---------------------------------------------------------------------------------------------- | ------------------------------------------------------------------------------------------------ |
| Roberto   | tenore          | Antonio D'Andrade                                                                              | Enrico Filippi-Bresciani                                                                        | Andrea Anton                                                                                   | Michele Mariacher                                                                                |
| Anna      | soprano         | Rosina Caponetti                                                                               | Elena Boronat                                                                                   | Romilda Pantaleoni                                                                             | Elena Thériane                                                                                   |
| Guglielmo | baritono        | Erminio Peltz                                                                                  | Agostino Gnaccarini                                                                             | Delfino Menotti                                                                                | Mario Sammarco                                                                                   |

## Riprese storiche
Se gli allestimenti del 1884 erano stati accolti favorevolmente e le rappresentazioni del gennaio 1885 al Teatro alla Scala, con Franco Faccio direttore e Romilda Pantaleoni nei panni di Anna, avevano segnato la consacrazione dell'opera, il cammino delle Villi negli anni seguenti non fu sempre costellato da successi. In particolare, restò memorabile il fiasco al Teatro San Carlo di Napoli, il 15 gennaio 1888 con Emilio De Marchi (tenore).
Il 5 novembre 1885 avviene la prima nel Teatro Comunale di Bologna nella prima versione diretta da Luigi Mancinelli con Francesco Navarrini, il 1º gennaio 1886 nel Teatro La Fenice di Venezia ed il 5 febbraio 1887 al Teatro Verdi (Trieste), che però allora si chiamava Teatro comunale, cambierà nome nel 1901. Inoltre all'epoca Trieste era estero, Austria-Ungheria..
Tra gli allestimenti più prestigiosi, si annoverano quello del 29 novembre 1892 all'Opera di Amburgo, quando l'opera fu diretta da Gustav Mahler, in seguito acerrimo avversario del teatro pucciniano, e quello della première negli Stati Uniti del Metropolitan di New York del 17 dicembre 1908, con Arturo Toscanini sul podio, Frances Alda, Alessandro Bonci e Pasquale Amato.
In Inghilterra, l'opera debuttò il 24 settembre 1897 a Manchester, nella traduzione inglese di Percy E. Pinkerton, reintitolata The Witch Dancers (Le streghe danzatrici).
Il 28 ottobre 1899 avviene la prima nel Teatro Costanzi di Roma.
Il successo delle opere pucciniane della piena maturità portò inevitabilmente a ridurre gli allestimenti delle Villi. Nel gennaio 1917, tuttavia, il compositore considerò per qualche tempo l'ipotesi di riesumare la sua prima opera (e quindi, probabilmente, di rivederne la partitura) per abbinarla al Tabarro, l'opera in un atto che aveva da poco terminato e che da sola non bastava a coprire lo spazio di una serata teatrale.
Nel 1972 avviene la prima nel Teatro Comunale di Firenze con Veriano Luchetti.

## Trama

### Atto I
Primavera. In un villaggio della Foresta Nera si festeggia il fidanzamento fra Roberto (tenore) e Anna (soprano), figlia di Guglielmo Wulf (baritono), ricco possidente del luogo.
Anna è tuttavia triste perché il fidanzato sta per mettersi in viaggio verso Magonza, allo scopo di prendere possesso dei beni lasciatigli in eredità da un'anziana congiunta.

### Atto II
Dalla voce di un narratore apprendiamo che il presentimento di Anna si è avverato. Giunto in città, Roberto si è lasciato sedurre da una «sirena», dimenticandosi della fidanzata lontana, che nel frattempo è morta di dolore. Infine, abbandonato dall'amante, Roberto ha deciso di far ritorno al paese per implorare il perdono di Anna, di cui ignora la tragica sorte.
Inverno. È notte. Il vecchio Guglielmo, che non può darsi pace, invoca l'intervento delle Villi: le magiche creature che si danno convegno nelle notti di luna piena facendo danzare convulsamente i traditori d'amore fino a provocarne la morte.
Giunto al villaggio, preda della nostalgia e del rimorso, Roberto intravede il fantasma di Anna, che con infinita tristezza gli si rivolge per ricordargli le promesse di fedeltà e il tradimento di cui si è macchiato.
Roberto fa per muovere verso di lei, quando uno stuolo di Villi lo afferra e lo coinvolge in un ballo vorticoso. All'alba, mentre Roberto giace ormai senza vita, le Villi si dileguano e con esse svanisce, finalmente placato, il fantasma della fanciulla morta per amore.

## Da Karr a Fontana
Rispetto al racconto di Karr, il librettista Ferdinando Fontana semplificò considerevolmente la trama, eliminando la figura del fratello di Anna, Konrad, che muore battendosi in duello col protagonista Heinrich, nell'opera ribattezzato Roberto.
Nel racconto, inoltre, Heinrich non è sedotto da una "sirena", bensì da un'ereditiera, la figlia dello zio a cui egli fa visita a Magonza. Se in Fontana, dunque, è il desiderio sessuale a spingere Roberto al tradimento, in Karr è il denaro a indurre Heinrich a sposare la cugina.

## Struttura a numeri e analisi
Le corrispondenze col libretto sono indicate in corpo minore mediante la sequenza numero romano (atto) / numero arabo (scena).

### Atto I

#### N. 1 - Preludio
Un breve preludio a sipario chiuso anticipa tre motivi musicali. La sezione iniziale sviluppa alcune idee del duetto d'amore (N. 4), affidate nelle prime 6 battute ai soli legni. La sezione centrale si basa su due motivi tratti dal concertato-preghiera che chiude il primo atto (N. 5), il primo dei quali sembra citare alla lettera l'Abendmahl-Motiv che apre il Parsifal, arricchito da un controcanto affidato ai legni acuti, mentre il secondo è una frase cantabile dall'arcata tipicamente pucciniana, sostenuta dal tappeto di biscrome dell'arpa:

Nella sezione conclusiva, una ripresa scorciata del tema tratto dal duetto sfocia in un ultimo cenno all'incipit del motivo cantabile della preghiera.

#### N. 2 - Coro d'introduzione(I, 1)
Il sipario si apre su un banchetto. Un tema rustico in 2/4, basato su una martellante figurazione giambica, introduce gli «evviva!» con cui il coro saluta i fidanzati, seduti a capotavola. Il tema, esposto due volte (la prima dalla sola orchestra, la seconda con l'aggiunta delle voci), si chiude con un cenno al motivo dell'episodio musicale seguente, durante il quale i paesani - «come chiacchierando fra loro» - raccontano che Roberto sta per partire per Magonza, dove prenderà possesso della ricca eredità della sua madrina ("Della vecchia di Magonza"). Questa seconda sezione del Numero presenta uno stile severo, con le tre voci del coro condotte in forma per lo più omoritmica, con cenni di imitazione, e fu forse riscritto dopo la prima rappresentazione, almeno a giudicare dalle varianti sostanziali al libretto.
Dopo una nuova tornata di «Evviva!», l'orchestra abbandona il tempo binario per attaccare un «Tempo di valzer». Ha inizio la danza paesana in La minore, "Gira! balza!", il cui movimento ricorda più una mazurca che un valzer, per la quale Puccini riciclò lo Scherzo per archi composto nel dicembre 1882.
Guglielmo, il padre della fidanzata, è invitato a partecipare al ballo. I suoi volteggi con una ragazza, «fra gli applausi e le risa» dei montanari, sono accompagnati da un nuovo, più delicato motivo di danza, in tempo di valzer, basato questa volta su una sezione della versione originale del Preludio sinfonico (1882).
Dopo una ripetizione del coro "Gira! balza!", la ripresa strumentale dei due ballabili chiude il Numero in dissolvenza, mentre tutti abbandonano la scena.

#### N. 3 - Romanza di Anna(I, 2)
Anna rientra in scena, sola, tenendo tra le mani un mazzolino di nontiscordardimé, a cui si rivolge nel corso della romanza "Se come voi piccina", composta per la seconda versione dell'opera. Ciascuna delle due strofe è preceduta da un ritornello orchestrale. Una ripresa strumentale in crescendo dell'ultima sezione della strofa lega la romanza all'ingresso di Roberto.

#### N. 4 - Duetto tra Anna e Roberto(I, 3)
"Non esser, Anna mia, mesta sì tanto", l'«Andante lento» che costituisce la sezione iniziale del duetto d'amore, si basa sulla musica della romanza da salotto Melanconia, con alcune modifiche. Questo arioso, condotto liberamente, si interrompe quando Anna confida all'innamorato di aver sognato se stessa morente, in attesa del suo ritorno. Roberto la rassicura, dando l'avvio alla sezione chiusa del Numero: l'«Andante molto lento» "Tu dell'infanzia mia", la cui lunga melodia, resa irregolare dall'alternanza di versi settenari ed endecasillabi, è intonata prima dal tenore e poi dal soprano, entrambe le volte conclusa dal ritornello "Ah! dubita di Dio... ma no, dell'amor mio non dubitar!", già udito durante il preludio e ripreso dalle due voci in pianissimo come coda del duetto.

#### N. 5 - Preghiera(I, 4)
La campana suona quattro rintocchi: è ora di partire e i montanari si apprestano ad accompagnare Roberto fino al limite della foresta. Il dialogo è sostenuto da ruvidi staccati degli archi, che anticipano una delle idee musicali del successivo concertato-preghiera.
Babbo Guglielmo chiama tutti intorno a sé. Quindi attacca la preghiera "Angiol di Dio", la cui sezione iniziale si basa sul Salve Regina che Puccini aveva composto di recente, probabilmente in quello stesso 1883, su versi di Antonio Ghislanzoni. La sequenza degli episodi è tuttavia invertita: la frase più cantabile è impiegata come incipit, mentre la melodia a valori stretti, trattata ad imitazione, con le sue armonie chiesastiche, è sviluppata a partire dall'ingresso delle voci di tenore e soprano.
Il concertato si sviluppa quindi sui due motivi già ascoltati nel preludio: prima quello cantabile, poi quello tratto da Parsifal, sul quale fa il suo ingresso il coro, cui segue un'ultima ripresa della musica del Salve Regina.
Dopo gli addii di prammatica, Roberto parte sulla ripresa orchestrale a tutta forza del tema principale del precedente duetto ("Tu dell'infanzia mia"), cui segue - come alla fine del preludio - un ultimo cenno al tema più cantabile della preghiera.

### Atto II

#### N. 6 - Intermezzo sinfonico, I Tempo: "L'Abbandono"
Il libretto di Fontana abbina il primo tempo dell'intermezzo sinfonico ad un'ottava di endecasillabi destinati alla lettura (nonostante in alcune edizioni discografiche essi siano affidati alla voce di un attore); soluzione in linea con le teorie di Fontana, che nel pamphlet In Teatro (1884) aveva propugnato addirittura la separazione tra libretto destinato al compositore e libretto («poema») destinato allo spettatore.
Eseguito alla prima assoluta come pagina puramente sinfonica, il primo tempo dell'intermezzo fu in seguito arricchito dalle voci di un coro interno di soprani («Come un giglio reciso»).
Il brano va eseguito a sipario aperto, mentre un velo filtra l'immagine del corteo funebre. Tale soluzione scenica, a cui allude il titolo originale di "Nebulosa", fu mutuata dall'analoga "Nebulosa" del prologo del Mefistofele di Boito.
In Fa maggiore e in tempo di «Andante poco mosso», L'Abbandono è una pagina elegiaca, sorta di omaggio musicale alla fanciulla morta per amore. Il fraseggio è reso fluido dalla condotta melodica per gradi congiunti, basata prevalentemente su catene di terzine che trasformano il tempo di 3/4 in un 9/8 effettivo, nonché dai frequenti accordi di Nona e Undicesima, la cui indeterminatezza tonale dona all'armonia un carattere sospeso.
Il materiale tematico è omogeneo, benché nella sezione centrale emerga un'idea contrastante a valori più stretti, annunciata la prima volta dalla tromba sola, ricavata per altro da quella principale. Quanto mai instabili sono invece la dinamica e l'agogica, come nello stile del Puccini più maturo.
La coda ci riserva un lento passaggio cromatico in sincope sulla misteriosa sequenza di Quinte vuote del basso (Re bemolle/La bemolle – Fa/Do – Si bemolle/Fa – Fa/Do – Re bemolle/La bemolle) abbinata alla frase del coro «O pura virgo, requiesce in pace», prima che un'ultima ripresa del tema iniziale chiuda il brano in dissolvenza.

#### N. 7 - Intermezzo sinfonico, II Tempo: "La Tregenda"
La copertura dell'ellissi narrativa tra la morte di Anna e il ritorno di Roberto al villaggio è demandata a due ottave di versi endecasillabi, chiusi da un distico che contiene uno smaccato rimando ai primi due versi della Commedia dantesca:
All'alzarsi del velo, appare il paesaggio notturno e invernale destinato a fare da sfondo a tutto il secondo atto. La danza delle Villi, che entrano in scena «precedute da fuochi fatui che guizzano da ogni parte», si svolge su una galoppante pagina sinfonica che suscitò l'entusiasmo del pubblico della prima.
La tregenda è una tarantella che diviene danza macabra, basata su due idee musicali freneticamente alternate: un grottesco motivo di fanfara, che incarna la ridda delle vendicatrici e dal quale deriva un più languido inciso melodico, e un motivo contrametrico (in tempo ternario, nonostante il 2/4 indicato in armatura) basato su robuste ottave vuote, mosse per quegli intervalli di quarta e quinta che costituiscono la cellula-base di tutto il pezzo.

#### N. 8 - Preludio, scena e romanza di Guglielmo(II, 1)

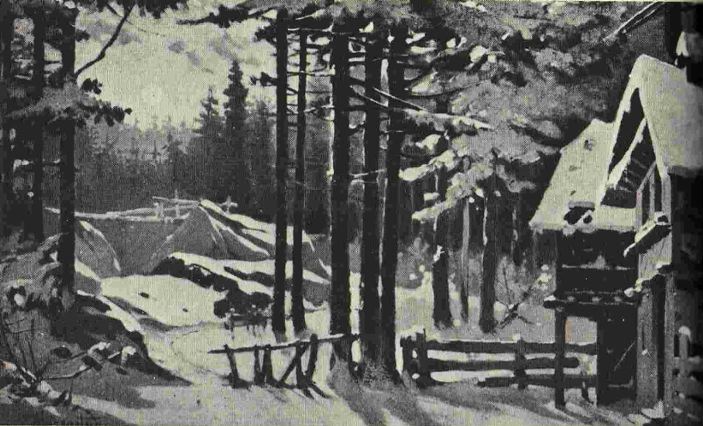
Adolf Hohenstein, acquerello per l'atto II.

La scena di Guglielmo, che nel piangere la morte della figlia invoca la vendetta delle Villi, costituisce il Numero più ancorato alle convenzioni operistiche italiane, articolato com'è in una schematica successione di preludio, recitativo e romanza.
Il preludio in Do minore, aperto da un cupo lamento dei corni sul tremolo degli archi gravi e culminante in una frase di tutta l'orchestra in fortissimo («straziante»), esprime il sentimento di angoscia del padre, così da rendere più umana la rabbia che egli esprime nel corso del recitativo. Ed è proprio la parola «angoscia» («E agli estremi miei giorni / Serbar cotanta angoscia») a far esplodere nuovamente in orchestra la frase centrale del preludio.
La romanza "Anima santa della figlia mia" è un «Andante lento» la cui eloquenza melodica sembra attingere al modello di Ponchielli. Il fraseggio è condotto secondo le regole della vecchia lyric-form, in un periodo musicale articolato in quattro frasi simmetriche a struttura A-A'-B-A", ciascuna basata su un distico di endecasillabi. Il ritorno all'idea iniziale (A) durante il distico conclusivo, mentre Guglielmo si rivolge a Dio per chiedergli perdono della sua smania di vendetta, attesta tuttavia una sorta di disattenzione o disinteresse, da parte di Puccini, per il contenuto dei versi.

#### N. 9 - Scena drammatica e romanza di Roberto(II, 2)
Guglielmo rientra in casa. Mentre l'orchestra riprende alcune idee della «Tregenda» (n. 7), le voci delle Villi annunciano ad Anna che sta per giungere il traditore.
Le drammatiche frasi del recitativo di Roberto ("Ecco la casa... Dio, che orrenda notte!") sono inframmezzate dal tema contrametrico della «Tregenda». Finché la paura e il rimorso del ragazzo non si sublimano nella romanza "Torna ai felici dì", il brano più noto dell'opera. Aggiunta all'inizio del 1885 per esplicita volontà di Puccini, questa romanza introduce nella scena drammatica la nota lirica della nostalgia. Il ricordo della primavera precedente, prima del viaggio a Magonza, è evocato musicalmente dalla ripresa dell'ultimo motivo della festa paesana (n. 2), oscurato irrimediabilmente dall'impiego del modo minore e dal movimento lento.

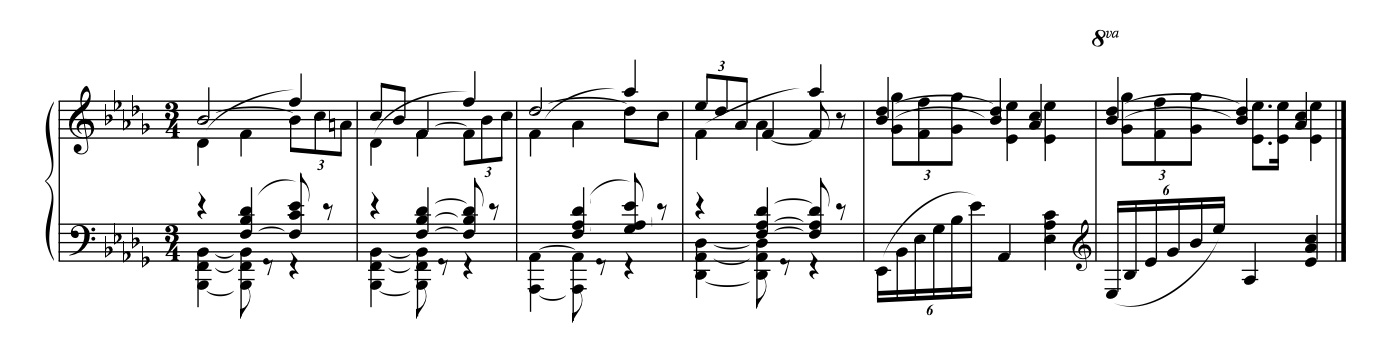
Trascrizione dell'abbozzo autografo di "Torna ai felici dì" conservato presso il Museo Puccini di Celle di Pescaglia (Lucca). L'abbozzo manca ancora della parte vocale e presenta alcune varianti rispetto allo spartito.

La scena del tenore, in origine assai breve, era stata ampliata già nel 1884, durante il rifacimento che seguì la prima assoluta, ma i versi che Fontana compose in quell'occasione focalizzavano l'attenzione non sulla nostalgia, bensì sul senso di colpa del protagonista e sull'odio per la «cortigiana vil», che toccava il culmine nella quartina che avrebbe dovuto costituire la sezione chiusa ("Per te quaggiù sofferse ogni amarezza"). Soluzione che non dovette soddisfare Puccini, se pochi mesi più tardi egli chiese l'aggiunta della romanza, cui seguì, nell'ultima versione, il taglio definitivo di "Per te quaggiù sofferse ogni amarezza".
Il brano soppresso si basava su due temi di cui rimane traccia anche nell'ultima versione: il lugubre motivo in progressione abbinato alle parole «Qual brivido mi colse!» e il lamento discendente su cui si basa il postludio che chiude il Numero. Sorprendente e insieme indicativa della mancata adesione di Puccini al testo inviatogli da Fontana è la scelta di musicare per due volte la medesima quartina su due temi musicali a carattere antitetico: drammaticamente nevrastenico il primo, liricamente sfinito il secondo.
All'ampliamento successivo alla prima milanese risalgono gli altri brevi episodi che seguono la romanza. Si tratta per lo più di declamati drammatici, simili a quelli che aprono la scena, nel mezzo dei quali si colloca l'oasi melodica dell'«Andante religioso» "O sommo Iddio!", voluto da Puccini onde riprendere l'episodio dalla cantabilità più spiegata del concertato-preghiera (n. 5), la cui progressione obbliga per altro il tenore a proibitivi passaggi nel registro acuto.

#### N. 10 - Gran scena e duetto finale(II, 2-4)
Roberto ode la voce di Anna, ma la speranza di ritrovare l'innamorata ancora in vita non dura che un istante e la Villi mette subito le cose in chiaro: «Non son più l'amor... Son la vendetta!»
Il duetto che segue si basa per gran parte sulla musica dell'intermezzo "L'abbandono" (n. 6), con l'aggiunta delle voci di solisti e coro. Solo quando Anna rievoca la promessa d'amore ("Tu dell'infanzia mia") si riaffacciano i versi e, con qualche variante, la musica del duetto del primo atto (n. 4).
La danza mortale a cui Le Villi costringono il traditore si basa per intero sulla musica della "Tregenda" (n. 7). In questo gioco di rimandi, anche le parole del coro - «Gira! Balza!» - riprendono alla lettera quelle del ballo rustico (n. 2), ma questa volta Puccini non coglie l'occasione per istituire un collegamento musicale tra i due episodi.
Roberto crolla a terra sfinito e muore tra gli «Osanna» del coro di Spiriti e Villi. Solo nella prima versione a questo punto Babbo Guglielmo esce di casa e, nel contemplare il cadavere di Roberto, prorompe nell'esclamazione «È giusto Iddio!», destinata a scomparire a partire dalla seconda versione ma conservata nei libretti a stampa.

## Caratteri generali
Se la drammaturgia delle Villi appare ancora improntata al gusto scapigliato di Fontana, la musica presenta già numerosi tratti caratteristici dello stile di Puccini. La flessibilità della melodia, per certi versi francesizzante, è strettamente legata a quella dei processi armonici, le cui risoluzioni sono talvolta ritardate ad oltranza, come nessuno dei compositori italiani del tempo avrebbe osato fare. Esemplare, al riguardo, è la pagina iniziale del preludio, la cui prima cadenza ricorre dopo 9 battute zeppe di accordi di nona e di settima.
Non meno nuova, nel panorama italiano, è la scrittura orchestrale, resa brillante dall'uso dei legni, dell'arpa e di percussioni a suono determinato quale il glockenspiel.
Composta in pochi mesi, con l'urgenza di consegnare la partitura alla commissione del concorso Sonzogno, Le Villi brilla più per freschezza d'invenzione che per rifinitura e coerenza. Il numero degli autoimprestiti da pagine orchestrali o vocali da camera è tale da farne una sorta di centone, mentre l'intero finale è basato sulla riproposizione della musica del doppio intermezzo sinfonico.
Il tratto più singolare è costituito dall'abbinamento del genere dell'opera-ballo, figlio del mastodontico grand opéra francese, con la struttura in un atto unico (poi ampliato a due atti brevi). L'agilità e la semplicità dell'impianto a pezzi chiusi anticipano Cavalleria rusticana di Mascagni, l'opera destinata a vincere la seconda edizione del Concorso Sonzogno. Lo stesso Puccini, in una lettera del 9 agosto 1895, rivendicò l'influsso delle Villi sulle opere del livornese: «Le Villi hanno iniziato in tipo che oggi si chiama "mascagnano" e nessuno mi ha reso giustizia.» Un'allusione a tratti stilistici di Cavalleria rusticana, il cui intermezzo sinfonico è stato spesso avvicinato a "L'Abbandono" (n. 6) delle Villi, ma forse anche agli aspetti esoterici presenti in Guglielmo Ractliff.
L'elemento di danza, proprio dell'opera-ballo, va ben oltre il valzer della festa di fidanzamento e la ridda infernale delle Villi; buona parte dell'opera, tra cui i numeri 1, 4, 5 e 6 per intero, è infatti scritta in un metro di 3/4 che sembra evocare un perpetuo movimento di valzer. Una soluzione che Puccini riprenderà nel Tabarro, anche allora per contrapporre il lirismo e la sensualità del movimento ternario alla durezza inesorabile di quello binario, che nelle Villi è associato alle figure delle vendicatrici d'amore.

## Organico orchestrale
La partitura di Puccini prevede l'utilizzo di:
- ottavino, 2 flauti, 2 oboi, corno inglese, 2 clarinetti, 2 fagotti, controfagotto
- 4 corni, 2 trombe, 2 cornette, piston, 3 tromboni, basso tuba (nell'autografo variamente indicato come trombone contrabbasso, oficleide, cimbasso e basso tuba)
- timpani, grancassa, piatti, triangolo, campana, tam-tam, glockenspiel
- arpa
- archi

## Fonti musicali

### Partitura e parti d'orchestra
- Autografo (Archivio Ricordi, Milano[33]).
- Copia manoscritta di alcune parti d'orchestra e coro della prima assoluta (Museo Puccini, Celle di Pescaglia (Lucca)[34] e collezione privata in Italia).

### Abbozzi
- The Pierpont Morgan Library, New York[35] - Assemblaggio di abbozzi dell'intera opera (denominata Le Villi, Le Willis o Le Willi), a diversi stadi di composizione, donati da Puccini al Marchese Carlo Ginori-Lisci.
- Museo Puccini, Celle di Pescaglia (Lucca) - numerosi fogli, relativi sia alla prima stesura (1883), sia alle revisioni successive.
- Istituto Musicale Boccherini, Lucca[36] - abbozzo del preludio.
- Accademia Filarmonica, Bologna - abbozzo della romanza "Torna ai felici dì".
- Catalogo Sotheby's, Londra, n. 382 (16-17 maggio 1991) - abbozzo della romanza "Se come voi piccina" e dell'introduzione strumentale alla scena ed aria di Guglielmo.
- Messo all'asta da Sotheby's, New York, nel 1998 - abbozzo della romanza "Torna ai felici dì", già appartenuto a Natale Gallini.
- Pubblicato in Puccini com'era, a cura di Arnaldo Marchetti, Edizioni Curci, Milano 1973, p. 66 - recitativo di Roberto, prima del duetto con Anna dell'atto I.

### Edizioni a stampa
1. Ricordi, Milano 1884 - PN 49457, 124 pp., corrispondente alla seconda versione.
2. Ricordi, Milano 1885 - PN 49457, 130 pp., corrispondente alla terza versione.
3. Ricordi, Milano 1888 - PN 49457, 131 pp., corrispondente alla terza versione ma con l'aggiunta di 9 battute al duetto tra Anna e Roberto nell'atto II.
4. Ricordi, Milano 1891 - PN 49457, 126 pp., corrispondente alla quarta versione.

## Parafrasi
- Giuseppe Menozzi, Gemme Teatrali. 12 brevi pezzi per pianoforte op. 132, n. 1-2, Ricordi 1886, numeri di lastra 49763, 49764
- Ferdinando Limenta, Le Villi. Fantasia, riduzione per piccola orchestra, Ricordi 1904, numero di lastra 108729
- Emile Tavan, Grande fantaisie per pianoforte e orchestra, Ricordi, numero di lastra 115966; trascritta anche per pianoforte solo, Ricordi, numeri di lastra 117296, 117297, 117298

## Discografia

### Opera completa
- Arturo Basile (direttore), Orchestra Sinfonica e Coro della RAI di Torino, Elisabetta Fusco (Anna), Silvano Verlinghieri (Roberto), Gianni Dal Ferro (Guglielmo) - 1954 - Cetra LPC 1251.
- Anton Guadagno (direttore), orchestra dell'Opera di Vienna, Adriana Maliponte (Anna), Barry Morell (Roberto), Matteo Manuguerra (Guglielmo) - 1971 - Philips - RCA.
- Arrigo Guarnieri (direttore), orchestra sinfonica e coro della Rai di Milano. Gabriella Novielli (Anna), Maurizio Frusoni (Roberto), Renzo Scorsoni (Guglielmo) - live: 28 agosto 1973 - ERI.
- Lorin Maazel (direttore), National Philharmonic Orchestra, Renata Scotto (Anna), Plácido Domingo (Roberto), Leo Nucci (Guglielmo) - 1980 - CBS MK 76890.
- Myer Fredman (direttore), Adelaide Symphony Orchestra, Marilyn Richardson (Anna), David Parker (Roberto), James Christiansen (Guglielmo) - 1980 - Chandos ABR 1019.
- Bruno Aprea (direttore), Coro da Camera Suk di Bratislava, Orchestra Internazionale d'Italia, Nanà Gordaze (Anna), José Cura (Roberto), Stefano Antonucci (Guglielmo) - 1994 (dal vivo al Festival di Martina Franca) - Nuova Era 223305.
- Marco Guidarini (direttore), Orchestra Sinfonica di Radio France, Melanie Diener (Anna), Aquiles Machado (Roberto), Ludovic Tézier (Guglielmo) - 2002 - Naive 4958.

### Estratti
- Antonio Pappano (direttore), London Symphony Orchestra, Roberto Alagna (Roberto), insieme a La rondine (preludio, scena ed aria di Roberto, le due parti dell'intermezzo sinfonico) - EMI Classics
- Riccardo Chailly (direttore), RSO Berlin, in Puccini. Orchestral Works (preludio, intermezzo sinfonico "La Tregenda") - Decca
- Riccardo Muti (direttore), Filarmonica della Scala, in Puccini, Catalani e Ponchielli per orchestra (intermezzo sinfonico "La Tregenda") - Sony
- Anton Coppola (direttore), Orchestra Sinfonica di Milano Giuseppe Verdi, Angela Gheorghiu (Anna), in Puccini. Angela Gheorghiu - EMI Classics #7243 5 57955 0 2 (Se come voi piccina)
- Edward Downes (direttore), Royal Opera House Orchestra, Covent Garden, Leontyne Price (Anna), in Puccini Heroines - RCA (Se come voi piccina)
- Edward Downes (direttore), Royal Opera House Orchestra, Covent Garden, Nina Rautio (Anna), in The Puccini Experience - RCA (Se come voi piccina)
- John Pritchard (direttore), London Philharmonic Orchestra, Kiri Te Kanawa (Anna) - (Se come voi piccina)
- Charles Mackerras (direttore), London Symphony Orchestra, Montserrat Caballé (Anna), in Montserrat Caballé. Puccini Arias - EMI (Se come voi piccina)

## Videografia
- Tamas Pal (direttore), Coro e Orchestra Filarmonica Mediterranea, Halla Margret (Anna), Albert Montserrat (Roberto), Andrea Rola (Guglielmo) - DVD Pan Dream / Deltadischi PDL 1013 (filmato dal vivo)